# Panthera gombaszoegensis
Il giaguaro europeo (Panthera gombaszoegensis), nota anche con il sinonimo di pantera toscana (Panthera toscana), è una specie estinta di grande felide vissuta nel Pleistocene inferiore (circa 1,5 milioni di anni fa) in Europa.
Resti fossili sono stati rinvenuti per la prima volta in Piemonte a Olivola, in Italia; in seguito, varie nazioni europee hanno restituito i resti di questa specie, tra cui Germania, Spagna, Francia, Regno Unito e Paesi Bassi.

## Un giaguaro gigante
I giaguari europei erano più grandi di quelli sudamericani odierni, raggiungevano una lunghezza totale di circa 2,70 m e 190 kg di peso, probabilmente cacciavano prede più grandi e vivevano in spazi più aperti. Una forma simile ai giaguari europei è nota nel Pleistocene inferiore dell'Africa orientale, e possiede caratteristiche del leone e della tigre. Il giaguaro europeo, probabilmente, era un animale solitario, forse abitatore delle foreste. L'habitat e il comportamento dovevano essere simili a quelli dell'attuale giaguaro, anche se la forma europea probabilmente si spostava molto più spesso nelle pianure con pochi alberi.